# Leucophora marylandica
Leucophora marylandica är en tvåvingeart som först beskrevs av Malloch 1920.  Leucophora marylandica ingår i släktet Leucophora och familjen blomsterflugor. Inga underarter finns listade i Catalogue of Life.